# 阪急マルーン

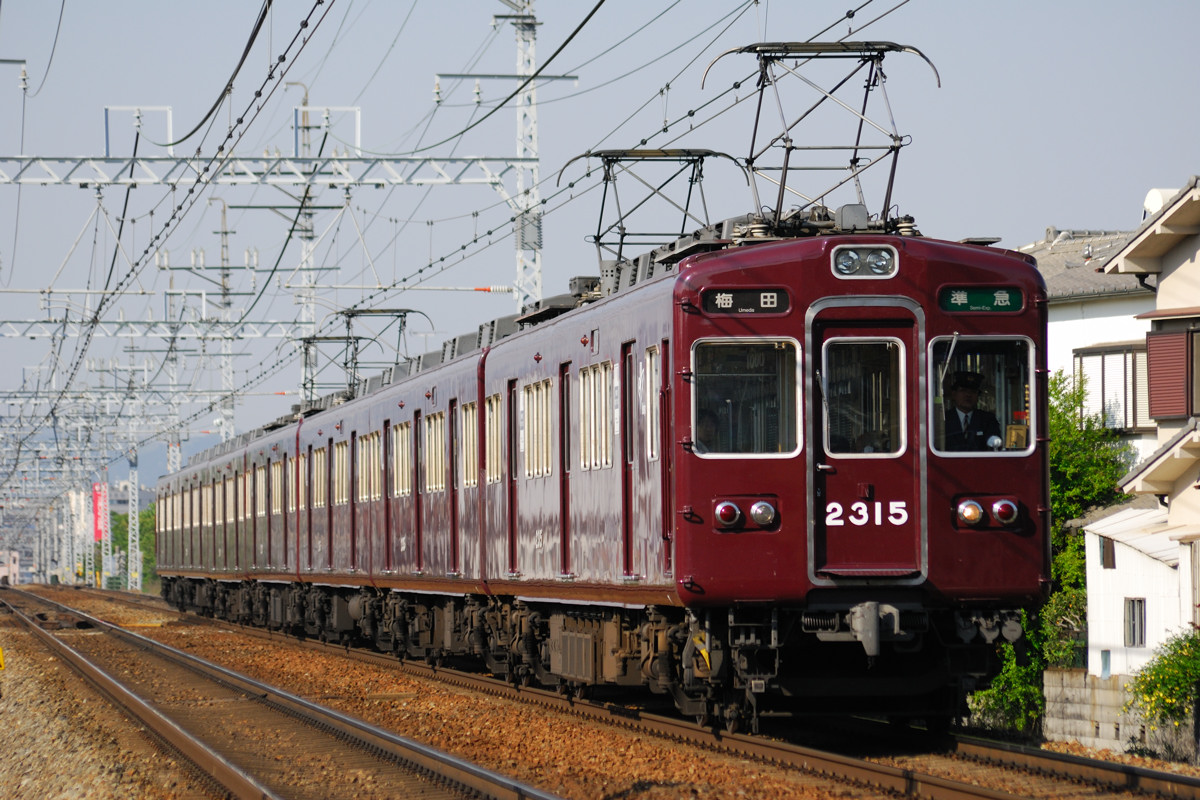
阪急マルーンに塗装された車両（2300系）

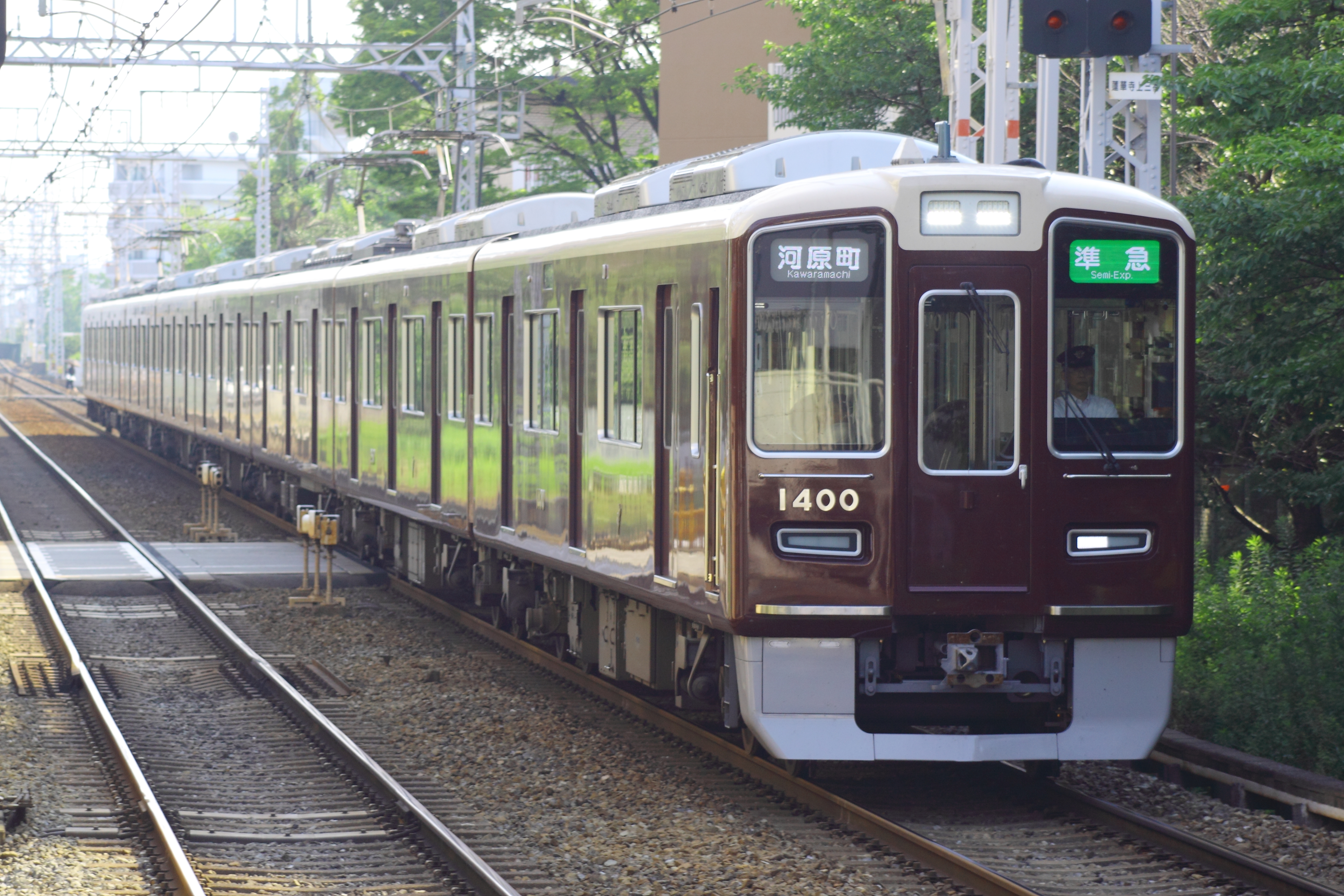
阪急マルーンに加え、上部が阪急アイボリーに塗装された車両（1300系）

阪急マルーン（はんきゅうマルーン）とは、阪急電鉄系列の鉄道車両に採用されている色。
副称は、小豆色である。

## 概要
マルーンは本来、栗の誤訳（マロン）が語源で、「小豆色」・「チョコレート色」・「コーヒー色」などと評される。マンセル値は 5R 1.5/4.7 で、日本国有鉄道（国鉄）制定色の赤7号が比較的近い。ぶどう色3号は本色より色相が高く、ぶどう色2号は全く異なる色相である。
開業以来の伝統色で、車内の木目調の化粧板、ゴールデンオリーブ色の座席とともに、阪急の上品なイメージの象徴となっている。車体塗色が統一されているのは、乗客に対して特急・急行・普通などの列車種別で異なる塗色を用いる差別化を行わないためである。
また、塗装工程では専用の塗料を使用したり、パテによる下処理で車体表面の凹凸を埋めて平滑にしたり、塗装も4層塗りをするなど並々ならぬこだわりがあり、これが独特な光沢も生み出している。
マルーンの車体色は阪急電鉄のブランドカラーとして定着しており、毎年発売されている阪急電鉄のカレンダーには「マルーンの疾風（かぜ）」というサブタイトルがつけられている。鉄道車両以外でも阪急関連の商品に使用されており、2017年にはフォルクスワーゲン・ザ・ビートルの特別仕様車に採用した例や、阪急百貨店では2019年からマルーンのランドセルを発売している他、文房具としての採用例がある。

## 阪急の車両塗装の変遷
1950年の西宮球場でのアメリカ博開催時に、800系が黄色と水色、500形が黄色とマルーンに塗装されて宣伝に用いられた他、同年10月に天神橋－京都間で特急が復活した際に用いられた100系（P-6）では下半分をマルーン、上半分をオレンジ色にされたが、翌年にはマルーンに銀色帯を巻くように変更されている。
1975年に導入した6300系で、屋根肩部を阪急アイボリーに塗装した。その後1988年に導入した8000系以降の新形式車両は全てこの塗装となっている。さらに1999年からは6000系・7000系・7300系・5000系リニューアル車でも同様の塗装に変更した。マンセル値は1988年まで 2.5Y 8.5/1、それ以降は 2.5Y 8.5/1.5 である。
なお、初代1000形では窓周りを白く塗る案や、8000系と9300系の各導入時にはメタリックオレンジや無塗装にマルーンの帯を入れるなどの新色採用案が持ち上がったが、利用者や社内から反対意見が続出したため、廃案になっている。また、1992年には同じマルーンながらメタリック分を増やした試験塗装が登場したが、２年ほどで従来色に戻されている。

## 他社の状況
阪急の子会社でその車両を譲り受けている能勢電鉄でもこの塗装が一時期を除いて採用されており、こちらは 「能勢電マルーン」 と称されている。同じく子会社の北大阪急行電鉄も、2000形・8000形・9000形電車において、この色の帯をあしらっている。